# Olbersdorf
Olbersdorf település Németországban, azon belül Szászország tartományban. Lakosainak száma 4424 fő (2023. december 31.).

## Népesség
A település népességének változása:
| Lakosok száma | 4808 | 4704 | 4480 | 4509 | 4424 |
|               | 2017 | 2019 | 2021 | 2022 | 2023 |